# Jesús Ferrer i Baza
Jesús Ferrer Baza (Barcelona, 28 de març de 1941 - 7 de novembre de 2011) va ser un actor català especialitzat en la veu en off i en el doblatge, popular per la seva càlida veu i les seves aparicions en telesèries de TV3.

## Trajectòria
El gran actiu de Ferrer fou la seva veu, càlida i avellutada però alhora greu i profunda. Així, va ser una veu freqüent en reportatges audiovisuals, especialment de temàtica cultural, com Catalunya des de l'aire, Catalunya des del mar, Els Pirineus des de l'aire i Memòria de Catalunya.
Els seus començaments varen ser com a actor de teatre, i a partir de 1981 en televisió al famós programa dramàtic Estudio 1, de Televisió Espanyola, en La vida en un bloc, que adaptava una obra original de Carlos Llopis, Clerambard, del dramaturg francès Marcel Aymé, i el 1989 a l'obra Los suaves murmullos del mar. El 1989 inicià la seva etapa a TV3, recreant la figura del director de l'entitat Caixa Segura en un episodi de Tot un senyor, al costat de José Sazatornil i Teresa Cunillé. Va aparèixer en 11 episodis d'El joc de viure i 26 de Ventdelplà (com a doctor Pere Rosselló). També actuà a la minisèrie 23F, el dia més difícil del rei (2009), on era el general José Juste, figura que contribuí en el fracàs de la conspiració. Així mateix, va intervenir a El coronel Macià, film dirigit el 2006 per Josep Maria Forn.
En el camp del doblatge en català posà la veu a actors com Harrison Ford (en 16 ocasions incloent-hi Blade runner, K-19, Hollywood Departament d'homicidis, la sèrie La guerra de les galàxies i la sèrie Indiana Jones), Clint Eastwood (en 23 films incloent-hi Harry el Brut, Million Dollar Baby, Sense perdó i Els ponts de Madison), Marlon Brando (al film Superman, en el paper del pare del superheroi), Michael Caine (no en tots els films), Clark Gable (a Allò que el vent s'endugué), Richard Gere (en pel·lícules de la primeria de la carrera d'aquest actor, com No Mercy), Jack Nicholson (per exemple, a Alguns homes bons) Humphrey Bogart, James Garner, Anthony Quinn, Burt Lancaster, Gene Hackman, etc.
En castellà també va fer doblatge, com per exemple en els personatges de John Little al film Robin Hood de Kevin Costner, interpretat per Nick Brimble, diversos personatges interpretats per Ben Kingsley o Anthony Quinn, i en el personatge del doctor Hawthorne a Los demonios de la noche, interpretat per Bernard Hill.
També ha sigut el narrador de diversos documentals, incloent-hi les sèries Catalunya des de l'aire, Catalunya des del mar o Els Pirineus des de l'aire. Un dels seus darrers treballs va ser a la sèrie La Riera, on va interpretar a Ignasi Guitart Torruella, marit de la protagonista principal, Mercè Riera Sarsa, interpretada per Mercè Sampietro.
Persona compromesa socialment, va ser un estret col·laborador de la Fundació Vicente Ferrer aportant la seva veu als vídeos i anuncis publicitaris de la institució.
Va morir el 7 de novembre de 2011 després d'una llarga malaltia.

## Participació en sèries de televisió
Va aparèixer en diverses sèries de TV3 fent els següents papers: 
- Tot un senyor, com a director de l'oficina de la Caixa Segura a Barcelona on treballa al protagonista de la sèrie (interpretat per Josep Sazatornil).
- Plats Bruts, com a pare del David.[4]
- Porca misèria, com a pare de la Laia.
- Dinamita,[2] d'El Tricicle, també fent de pare d'un altre personatge.
- Ventdelplà, com el Dr. Pere Rosselló.[4]
- La Riera (primera temporada, 2009-2010), com Ignasi Guitart Torruella.[4]